# Эмир Катара
Эмир Катара (араб. أمير دولة قطر) — глава Государства Катар. Принадлежат к династии Аль Тани (араб. آل ثاني‎), происходящей от Бану Тамим, одного из крупнейших арабских племён. Исполнительная власть осуществляется эмиром совместно с Советом министров. Совет министров принимает участие в выполнении обязанностей эмира, а также в управлении государством в соответствии с положениями Конституции и закона.
Государство Катар возникло в 1850 году, его основателем считается Мухаммед бин Тани. Правление государством осуществляется по наследству родом Аль-Тани по мужской линии наследниками Хамада бен Халифы Бен Хамада бен Абдуллы бен Джассима.

## Наследование престола
Престол должен передаваться сыну, которого будут звать «Бесспорный наследник эмира». В случае если у эмира нет сына, престол занимает член семьи эмира, которого эмир называет своим наследником. Правление передаётся от него по мужской линии. После семейного совета и совещания со старейшинами эмир издаёт указ, где назначает наследника. Наследник престола должен быть мусульманином и сыном мусульманки.
После избрания наследник власти произносит следующую клятву: «Клянусь перед Аллахом уважать шариат, конституцию и закон, защищать независимость государства, его территориальную целостность, свободу и интересы граждан, быть преданным государству и эмиру». Наследник должен взять на себя правление и исполнение обязанностей эмира во время отсутствия последнего или если того требуют обстоятельства. Эмир имеет право обсуждать с наследником престола принципы правления или освободить его от исполнения каких-либо обязанностей. Наследник должен следить за проведением заседаний Совета министров, когда он там присутствует. Эмир имеет право передать часть своих полномочий любому члену правящей династии. Этот человек прекращает правление с момента перехода власти к эмиру.
При вступлении на престол эмир должен произнести клятву на верность стране. Решением эмира формируется Совет правящей династии. Эмир назначает его членов из своей семьи. В случае если эмир не способен управлять страной или скончался, Совет правящей династии должен решить, кто займёт престол. После тайного заседания Совет министров и Совет аль-Шура оглашают имя вступающего на престол и представляют его как эмира. Если возраст избранного эмира меньше 18-ти лет, правление переходит к Совету регентов, который назначается Советом правящей династии. Совет регентов должен состоять из председателя, не менее трёх и не более пяти членов. Глава Совета и большинство его членов должны быть из правящей династии.

## Полномочия
Эмир Катара:
- является главой государства;
- является Верховным главнокомандующим Вооружённых Сил Катара;
- планирует государственную политику совместно с Советом министров;
- утверждает и принимает законы. Закон не может быть принят без согласия на то Эмира;
- созывает Совет министров на заседание каждый раз, когда это требуется. Эмир является председателем каждого заседания, на котором он присутствует;
- назначает государственных и военных служащих и ограничивает срок их службы;
- аккредитирует представителей дипломатических и консульских миссий;
- помилует и объявляет амнистию;
- вручает гражданские и военные награды и знаки отличия;
- создаёт и организует работы министерств и других государственных аппаратов;
- создаёт вспомогательные совещательные органы для содействия Эмиру в работе;
- заключает договора и соглашения, после чего, внеся свои замечания, представляет их на рассмотрение Совету аль-Шура. Договор или соглашение обладают силой закона после их обнародования. Что касается мирного договора или договора, касающегося территориального вопроса, суверенитета страны, общественных или личных прав граждан или же указ о внесении поправки в какой-либо закон, то они вступают в силу только после опубликования. Договор не может содержать секретные положения, которые противоречили бы общепринятым положениям;
- может объявить военное положение в стране в исключительном случае, определённом законом. В таком случае Эмир вправе принять все необходимые срочные меры для противостояния угрозе безопасности государства, целостности его территории, безопасности населения или в случае, если эта угроза препятствует работе государственных органов;
- в исключительных случаях, требующих принятия срочных мер и издания специальных указов, Эмир вправе издавать указы, обладающие силой закона;
- указом объявляет начало оборонительной войны;
- назначает Премьер-министра, принимает его отставку или снимает с поста специальным указом. В случае принятия Эмиром отставки Премьер-министра Кабинет министров продолжает свою работу до формирования нового Кабинета министров;
- назначает министров специальным указом после избрания Премьер-министра и принимает их отставки;
- должен учитывать мнение народа по важным государственным вопросам, которое высказывается посредством референдума;
- эмир или его заместитель открывают ежегодную сессию Совета аль-Шура и произносят речь, в которой говорится об актуальных для государства проблемах;
- может созвать Совет для внеочередного совещания по требованию большинства членов Совета или если этого требует закон. Во время внеочередного собрания Совет рассматривает только те вопросы, для обсуждения которых он был созван;
- вправе отложить заседание Совета не более чем на месяц.

## ДинастияАль Тани

### Хакимы
| Портрет | Имя                                                                          | Дата рождения  | Дата смерти     | Начало правления | Окончание правления | Примечания                                                                                            |
| ------- | ---------------------------------------------------------------------------- | -------------- | --------------- | ---------------- | ------------------- | --- |
|         | Тани бин Мухаммед ثاني بن محمد آل ثاني                                       | неизвестно     | 1850            | 22 февраля 1825  | 1850                | основатель государства                                                                                |
|         | Мухаммед бин Тани (Мухаммед I) محمد بن ثاني                                  | 1788           | 18 декабря 1878 | 12 сентября 1850 | 18 декабря 1878     | сын предыдущего                                                                                       |
|         | Джасим бин Мухаммад Аль Тани جاسم بن محمد آل ثاني                            | около 1825     | 17 июля 1913    | 18 декабря 1878  | 17 июля 1913        | сын предыдущего                                                                                       |
|         | Мухаммед бин Джасим Аль Тани (Мухаммед II) محمد بن جاسم آل ثاني              | 17 января 1881 | 8 апреля 1971   | 17 июля 1913     | 1914                | сын предыдущего; отрёкся от престола                                                                  |
|         | Абдалла бин Джасим Аль Тани عبد الله بن جاسم بن محمد آل ثاني                 | 1880           | 25 апреля 1957  | 1914             | 1940                | брат предыдущего; отрёкся от престола в пользу своего сына в 1940 году                                |
|         | Хамад бин Абдаллах Аль Тани (Хамад I) حمد بن عبدالله بن جاسم بن محمد آل ثاني | 1896           | 27 мая 1948     | 1940             | 27 мая 1948         | сын предыдущего                                                                                       |
|         | Абдалла бин Джасим Аль Тани عبد الله بن جاسم بن محمد آل ثاني                 | 1880           | 25 апреля 1957  | 1947             | 20 августа 1949     | 2-е правление; вернулся к власти после смерти своего сына; отрёкся от престола во 2-й раз в 1949 году |
|         | Али бин Абдуллах Аль Тани علي بن عبد الله آل ثاني                            | 5 июня 1895    | 31 августа 1974 | 20 августа 1949  | 24 октября 1960     | сын предыдущего; отрёкся от престола в 1960 году                                                      |
|         | Ахмад бин Али Аль Тани أحمد بن علي آل ثاني                                   | 1920           | 25 ноября 1977  | 24 октября 1960  | 3 сентября 1971     | сын предыдущего: в 1972 году свергнут с престола своим двоюродным братом                              |

### Эмиры
| Портрет | Имя                                                       | Дата рождения    | Дата смерти      | Начало правления | Окончание правления | Примечания |
| ------- | --------------------------------------------------------- | ---------------- | ---------------- | ---------------- | ------------------- | --- |
|         | Ахмад бин Али Аль Тани أحمد بن علي آل ثاني                | 1920             | 25 ноября 1977   | 3 сентября 1971  | 22 февраля 1972     | сын предыдущего: в 1972 году свергнут с престола своим двоюродным братом                                                 |
|         | Халифа бин Хамад Аль Тани خليفة بن حمد آل ثاني            | 17 сентября 1932 | 23 октября 2016  | 22 февраля 1972  | 27 июня 1995        | сын Хамада бин Абдаллы; одновременно премьер-министр страны (1970—1995); в 1995 году был свергнут с престола своим сыном |
|         | Хамад ибн Халифа Аль Тани (Хамад II) حمد بن خليفة آل ثاني | 1 января 1952    | Ныне здравствует | 27 июня 1995     | 25 июня 2013        | сын предыдущего; одновременно премьер-министр страны (1995—1996); отрёкся от престола в 2013 году                        |
|         | Тамим ибн Хамад Аль Тани الشيخ تميم بن حمد آل ثاني        | 3 июня 1980      | Ныне здравствует | 25 июня 2013     | Настоящее время     | сын предыдущего |